# حقوق ال‌جی‌بی‌تی در موریس
افراد لزبین، همجنس‌گرا، دوجنس‌گرا و تراجنسیتی (LGBT) در موریس با چالش‌های قانونی مواجه هستند که ساکنان غیر دگرباش به آن دچار نمی‌شوند. لواط طبق ماده ۲۵۰ قانون جزا جرم شناخته شده‌است. اگرچه روابط همجنس‌گرایان در موریس به رسمیت شناخته نمی‌شود، اما دگرباشان جنسی به‌طور گسترده‌ای از تبعیض در زمینه‌هایی مانند اشتغال، ارائه کالاها و خدمات و غیره محافظت می‌شوند و این کشور را به یکی از معدود کشورهای آفریقایی تبدیل می‌کند که از چنین حمایت‌هایی برای افراد دگرباش جنسی برخوردار است. قانون اساسی موریس حق زندگی خصوصی افراد را تضمین می‌کند.
موریس یکی از ۹۶ کشوری است که «بیانیه مشترک پایان دادن به اقدامات خشونت‌آمیز نقض حقوق بشر مرتبط با خشونت بر اساس جهت‌گیری جنسی و هویت جنسی» را در سازمان ملل امضا کرده‌است و خشونت و تبعیض علیه افراد دگرباشان جنسی را محکوم می‌کند. علاوه بر این، در سال‌های اخیر، پذیرش فزاینده‌ای نسبت به دگرباشان جنسی در میان جامعه موریس، به‌ویژه نسل جوان‌تر، وجود داشته‌است و نظرسنجی‌ها نشان می‌دهد که این کشور یکی از کشورهای دوستدار دگرباش جنسی در آفریقا است. با این وجود، نگرش‌های محافظه‌کارانه در مورد افراد دگرباش جنسی هنوز هم رایج است.

## قانونی بودن فعالیت جنسی همجنسگرایان
بر اساس ترجمه غیررسمی بخش ۲۵۰ قانون جزایی موریس در سال ۱۸۳۸، «هر فردی که مرتکب عمل سودومی شود … برای مدتی که از ۵ سال تجاوز نمی‌کند، مستوجب حبس کیفری خواهد بود.»
در سال ۲۰۰۷، کمیسیون اصلاح قانون توصیه کرد که لواط جرم‌زدایی و بند ۲۵۰ لغو شود. راما والیدن، دادستان کل سابق آمریکا، به دنبال تصویب لایحه‌ای بود که بر اساس آن روابط جنسی همجنس‌گرایان جرم‌زدایی می‌شد، اما این لایحه هرگز اجرا نشد. پیگرد قانونی بر پایه این بند از قانون نادر است. با این حال، در سال ۲۰۱۵، یک زوج همجنس به ظن رابطه سودومی دستگیر شدند، و اساساً قانون به فضای عمومی همجنس‌گرا هراسی کمک می‌کند.
در سال ۲۰۱۷، دولت موریس اعلام کرد که بخش ۲۵۰ را لغو نخواهد کرد و اظهار داشت که پس از بررسی بیشتر به این موضوع رسیدگی خواهد کرد. در اکتبر ۲۰۱۹، عبدالرضوان فرااس آه سیک، یک فعال ۲۹ ساله حقوق دگرباشان جنسی، با حمایت Collectif Arc-En-Ciel، قدیمی‌ترین سازمان غیردولتی دگرباشان جنسی در کشور، پرونده ای علیه بخش ۲۵۰ در دادگاه عالی تشکیل داد. شاکی توسط یک تیم حقوقی؛ دربرگیرنده: آقای گلین گلور اس‌سی، خانم یانیلا مونشیرام، و خانم کومادی ماردموتو، وکیل دادگستری نمایندگی می‌شد. اولین جلسه دادرسی در نوامبر ۲۰۱۹ برگزار شد. کارگردان، آشوین رامنه از مجموعه آرک ان سیل می‌گوید:
خش ۲۵۰ مانند شمشیر داموکلس است که بر گریبان دگرباشان موریتیایی گذاشته‌شده‌است. زمان آن فرارسیده تا این قانون تبعیض آمیز را که به گونه‌ای غیرمنصفانه اعضای جامعه ما را تنها از این رو که کسانی را دوست دارند بر آماج بزه می‌نهد. سبک زندگی خصوصی بزرگسالان و روابط شخصیشان که بر پایه توافق و در خلوت خانه خود است هرگز نباید مورد بازخواست دولت قرار گیرد. قوانین کهنه مانند بخش ۲۵۰ جایی در جامعه مدرن و دموکراتیک ما ندارند.
در اکتبر ۲۰۱۹، گروه دیگری از موریسیان جوان نیز به دلیل اینکه بخش ۲۵۰ «حقوق و آزادی اساسی آنها را نقض می‌کند» یک اعتراض قانون اساسی ارائه کردند. این شاکیان توسط سازمان حقوقی دانتونز (موریس) LLP و سازمان‌های حقوقی فرانسه-موریتی LCMB et Associés نمایندگی و توسط Young Queer Alliance و Love Honor Cherish Foundation حمایت می‌شدند. اولین جلسه در ۲۱ نوامبر ۲۰۱۹ و دومین جلسه در ۱۸ فوریه ۲۰۲۰ برگزار شد متهمان منش گوبین، دادستان کل، مدیر دادستانی عمومی و کمیسر پلیس هستند. در ۱۲ ژوئن ۲۰۲۰، به شاکیان اجازه داده شد تا برای رسیدگی به قانون اساسی به دادگاه عالی مراجعه کنند. مدل علیه اعتراض خود را برای مرخصی پس گرفتند.

## شناخت روابط همجنس گرایان
موریس ازدواج همجنس گرایان یا اتحادیه‌های مدنی را به رسمیت نمی‌شناسد.
در سال ۲۰۱۶، کمیسیون اصلاح قانون در حال بررسی پرونده ای برای قانونی کردن ازدواج همجنس گرایان بود.

## فرزندخواندگی و تنظیم خانواده
افراد دگرباش جنسی به‌طور خاص رد صلاحیت نمی‌شوند. به نقل از سایت دیپلماتیک وزارت امور خارجه فرانسه، افراد مجرد و متأهل واجد شرایط پذیرش فرزند هستند اما مشخص نمی‌کند که آیا دگرباشان جنسی رد صلاحیت شده‌اند یا خیر.
زوج‌های لزبین مجاز به لقاح آزمایشگاهی (IVF) هستند.

## حفاظت از تبعیض
قانون فرصت‌های برابر 2008 (فرانسوی: Loi de 2008 sur l'égalité des chances‎) تبعیض مستقیم و غیرمستقیم بر اساس گرایش جنسی در اشتغال، تحصیل، مسکن، دفع اموال غیرمنقول، ارائه کالا و خدمات، شرکت‌ها و شراکت‌ها، انجمن‌ها و باشگاه‌های ثبت شده، ورزش و دسترسی به اماکن، با داشتن «گرایش جنسی» را ممنوع می‌کند. گرایش جنسی «همجنس‌گرایی (از جمله لزبینیسم)، دوجنس گرایی یا دگرجنس گرایی» تعریف شده‌است. این قانون در حال حاضر از تراجنسیتی‌ها محافظت نمی‌کند.

## حقوق تراجنسیتی‌ها
در حال حاضر، افراد تراجنسیتی مجاز به تغییر نشانگر جنسیت خود در اسناد رسمی مانند گذرنامه، شناسنامه و شناسنامه نیستند.
چندین گزارش در مورد زندگی زنان ترنسجندر محلی پذیرش فزاینده ترنسجندرها در جامعه موریس را نشان داده‌است، اگرچه تعصب هنوز وجود دارد.

## اهدای خون
در سال ۲۰۱۴، وزارت بهداشت سیاست اهدای خون را اصلاح کرد تا به مردانی که با مردان رابطه جنسی دارند اجازه اهدای خون را بدهد.

## شرایط زندگی
موریس به عنوان یکی از کشورهای دوستدار دگرباشان جنسی در آفریقا در نظر گرفته می‌شود، اگرچه دگرباشان جنسی هنوز به دلیل نگرش محافظه کارانه در میان مردم با تبعیض روبرو هستند. دگرباشان جنسی ممکن است با تبعیض مواجه شوند، به ویژه در بیمارستان‌های دولتی و قلدری در مدارس.
AfriGay گزارش داده‌است که «زندگی همجنس‌گرایان» نسبتاً آرام است و عمدتاً در اینترنت، در حریم خصوصی و در مهمانی‌های گاه به گاهی جریان دارد و استراحتگاه‌ها برای همه آزاد و بدون تبعیض هستند. برای مسافران دگرباشان جنسی نگرانی کمی وجود دارد. هیچ مشکلی بابت استفاده زوج‌های دگرباش جنسی در اتاق‌های مشترک در طول تعطیلات ثبت نشده‌است.

### سیاست
برخی از سیاستمدارانی که حمایت خود را از حقوق دگرباشان جنسی نشان داده‌اند عبارتند از راما والیدن و راوی یریگادو، دادستان کل سابق، نوین رامگولام و پل برنگر، نخست وزیران سابق، جوانا برنگر و تانیا دیوله، و وزیر سابق خدمات عمومی، اصلاحات اداری و نهادی آلن ونگ.

### سازمان‌های حقوق دگرباشان جنسی
در موریس، چهار سازمان وجود دارد که برای حقوق جامعه LGBT کار می‌کنند: Collectif Arc-En-Ciel , Young Queer Alliance, Association VISA G و PILS.
Collectif Arc-En-Ciel ("Collectif Arc-En-Ciel") در سال ۲۰۰۵ تأسیس شد، پیشگام و سازمان اصلی برای جامعه LGBT در موریس است. این گروه اولین راهپیمایی پراید (Pride) را در موریس سازماندهی کرد و در پانزده سال گذشته به صورت مداوم این کار را انجام داده‌است و بیش از ۱۲۰۰ شرکت کننده در سال ۲۰۱۶ داشته. این سازمان همچنین از طریق کمپین‌های متعدد دیگر با همجنس‌گرا هراسی و تبعیض بر اساس گرایش جنسی و هویت جنسی مبارزه می‌کند. در سال ۲۰۱۶، این سازمان راهپیمایی پراید را از یک شهر کوچک، رز هیل، به پورت لوئیس، پایتخت منتقل کرد. در سال ۲۰۱۸، تندروهای مذهبی ضد راهپیمایی خشونت‌آمیزی برگزار کردند و نیروی پلیس به گونه‌ای پررنگ برای محافظت از راهپیمایان پراید مستقر شد.
Young Queer Alliance که در ۱ سپتامبر ۲۰۱۴ تأسیس شد، سازمانی برای جامعه جوانان LGBT در موریس است. اتحاد کوییرهای جوان در حمایت و مبارزه علیه تبعیض شرکت می‌کند. انجمن VISA G سازمانی است که عمدتاً برای افراد تراجنسیتی است.
PILS (Prévention Information Lutte contre le Sida) که در سال ۱۹۹۶ تأسیس شد، مرکزی برای محلی برای پیشگیری و آموزش افراد مبتلا به ایدز در کشور و همچنین پیشگیری از آن است.
در سال ۲۰۱۴، Moments.mu اولین آژانس مسافرتی در موریس شد که خدمات خود را به جامعه LGBT اختصاص می‌دهد.
در ژوئن ۲۰۱۸، راهپیمایی پراید که توسط Collectif Arc-En-Ciel سازماندهی شده بود، به دلیل صدها تهدید به مرگ که گمان می‌رفت از جانب افراط گرایان مذهبی سرچشمه می‌گیرد، لغو شد. علاوه بر این، یک تظاهرات متقابل بر ضد حقوق دگرباشان جنسی توسط جاوید میتو، یک افراط‌گرای اسلامی شناخته شده که قبلاً به گفته مقامات موریس تحت نظر بوده، سازماندهی شد. بسیاری از شخصیت‌های مهم مذهبی در جزیره، از جمله کاردینال موریس پیات، اعتراضات علیه حقوق دگرباشان جنسی را قاطعانه محکوم کردند و خواستار احترام و مدارا برای همه شدند. چند روز بعد یک تحصن دگرباشان جنسی با حمایت نخست‌وزیر پراویند جوگناوث در اسکله کودان در پایتخت برگزار شد.

## افکار عمومی
یک نظرسنجی در سال ۲۰۱۶ نشان داد که ۴۹ درصد از موریس‌ها دوست دارند یا بدشان نمی‌آید که همسایه دگرباشان جنسی باشند.

## جدول جمع‌بندی
| فعالیت جنسی همجنسگرایان قانونی است                                      | برای مردان/ برای زنان  |
| سن رضایت                                                                |                        |
| قوانین ضد تبعیض فقط در موارد استخدامی                                   | (از ۲۰۰۸)              |
| قوانین ضد تبعیض در ارائه کالاها و خدمات                                 | (از ۲۰۰۸)              |
| قوانین ضد تبعیض در سایر زمینه‌ها (شامل تبعیض غیرمستقیم، سخنان مشوق تنفر) | (از ۲۰۰۸)              |
| ازدواج همجنس‌گرایان                                                      | [ ۳ ]                  |
| رسمیت زوج‌های همجنس                                                      |                        |
| فرزندخواندگی توسط زوج‌های همجنس                                          |                        |
| فرزندخواندگی مشترک توسط زوج‌های همجنس                                    |                        |
| افراد دگرباش جنسی اجازه خدمت آشکار در ارتش را دارند                     | کشور نیروی نظامی ندارد |
| حق تغییر جنسیت قانونی                                                   |                        |
| دسترسی به IVF برای زوج‌های لزبین                                         |                        |
| رحم اجاره ای تجاری برای زوج‌های مرد همجنس‌گرا                             |                        |
| مردان مردآمیز مجاز به اهدای خون هستند                                   | (از سال ۲۰۱۴)          |